# Церковь Пресвятой Девы Марии (Лэнгборн, Лондон)
Церковь Пресвятой Девы Марии в Лэнгборне (Сент-Мэри-Вулнот; англ. St Mary Woolnoth, Langbourn) — англиканская приходская церковь в квартале Лэнгборн (Сити) города Лондона (Великобритания); храм на углу улиц Ломбард-стрит и Кинг-Уильям-стрит был основан в XII веке; здание было частично перестроено после Великого пожара по проекту Кристофера Рена; сегодняшнее здание, спроектированное Николасом Хоксмуром, было построено во времена королевы Анны Стюарт. С 1950 года входит в список памятников архитектуры.

## История и описание

### Средневековое здание
Место, где сегодня располагается церковь Пресвятой Девы Марии в Лэнгборне, использовалось для проведения религиозных церемоний не менее 2000 лет. Под фундаментом нынешней церкви были обнаружены остатки древнеримских и языческих религиозных построек, а также — остатки англосаксонского деревянного строения. Католическая церковь впервые упоминается в 1191 году как «Wilnotmaricherche». Считается, что дополнение в имени — «вулнот» — относится к спонсору храма; возможно, некоему Вуллоту де Валеброку (Wulnoth de Walebrok), который, как точно известно, жил в данном районе ранее в XII века. Другая версия приписывает дополнение южносаксонскому дворянину Вулфноту Сильду (Wulfnoth Cild, ум. 1014), являвшемуся дедом короля Гарольда II Годвинсона. Полное (необычное) посвящение храма — Рождение Иисуса Христа (Saint Mary of the Nativity).
Нынешнее здание является по крайней мере третьей церковью на этом месте. Норманнская церковь просуществовала здесь до 1445 года, когда она была перестроена. В 1485 году к ней был добавлен шпиль. Средневековое здание было сильно повреждено во время Великого лондонского пожара в 1666 году, но была отремонтирована по проекту архитектора Кристофера Рена. Два новых колокола были отлиты для колокольни в Лэнгборне в 1670 году, а в 1672 году храм получил свой средний колокол. Однако восстановленное здание было признано небезопасным для использования и в 1711 году оно было снесено.

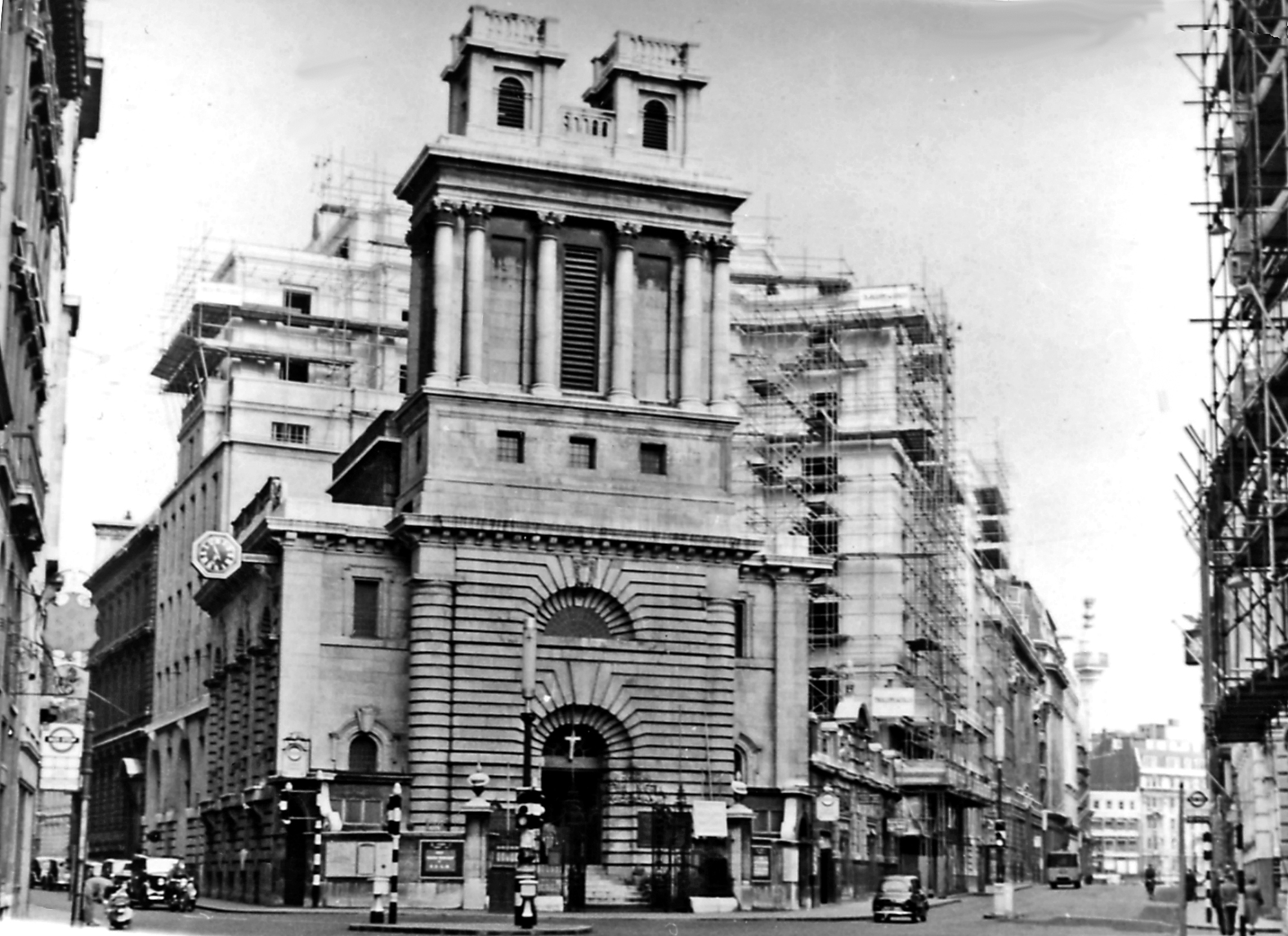
Здание храма в 1959 году

### Современное здание
Церковь была перестроена под руководством Комиссии по строительству пятидесяти новых церквей (Commission for Building Fifty New Churches) во времена королевы Анны Стюарт. Работы начались в 1716 году и новое здание было вновь открыто для богослужений на Пасху 1727 года. Проект храма был заказан у архитектора Николаса Хоксмура, который создал весьма оригинальный чертёж. У архитектора было необычно обширное пространство для своей работы, поскольку старая церковь была окружена магазинами и частными домами, которые также были снесены одновременно с церковью. Сент-Мэри-Вулнот является единственной церковью, возведённой по проекту Хоксмура в Лондонском Сити.
Хоксмур спроектировал внушительный фасад в стиле английского барокко, на котором доминировали две башни с плоскими вершинами, поддерживаемые колоннами коринфского ордера. Западная сторона фасада, выходящая на Ломбард-стрит, имела характерные углубления. Интерьер церкви получился просторен — несмотря на относительно небольшие размеры здания. В нём доминировал балдахин в стиле барокко, созданный по образцу балдахина в базилике Святого Петра в Риме.
Церковное здание претерпело серьезные изменения в конце XIX века и в начале XX веков: в тот период его несколько раз предлагали снести, но каждый раз спасали от уничтожения. Галереи храма были удалены под руководством архитектора Уильяма Баттерфилда (William Butterfield) в 1876 году — Баттерфилд считал их небезопасными. В то же время был внесен и ряд других значительных изменений в исходную конструкцию.

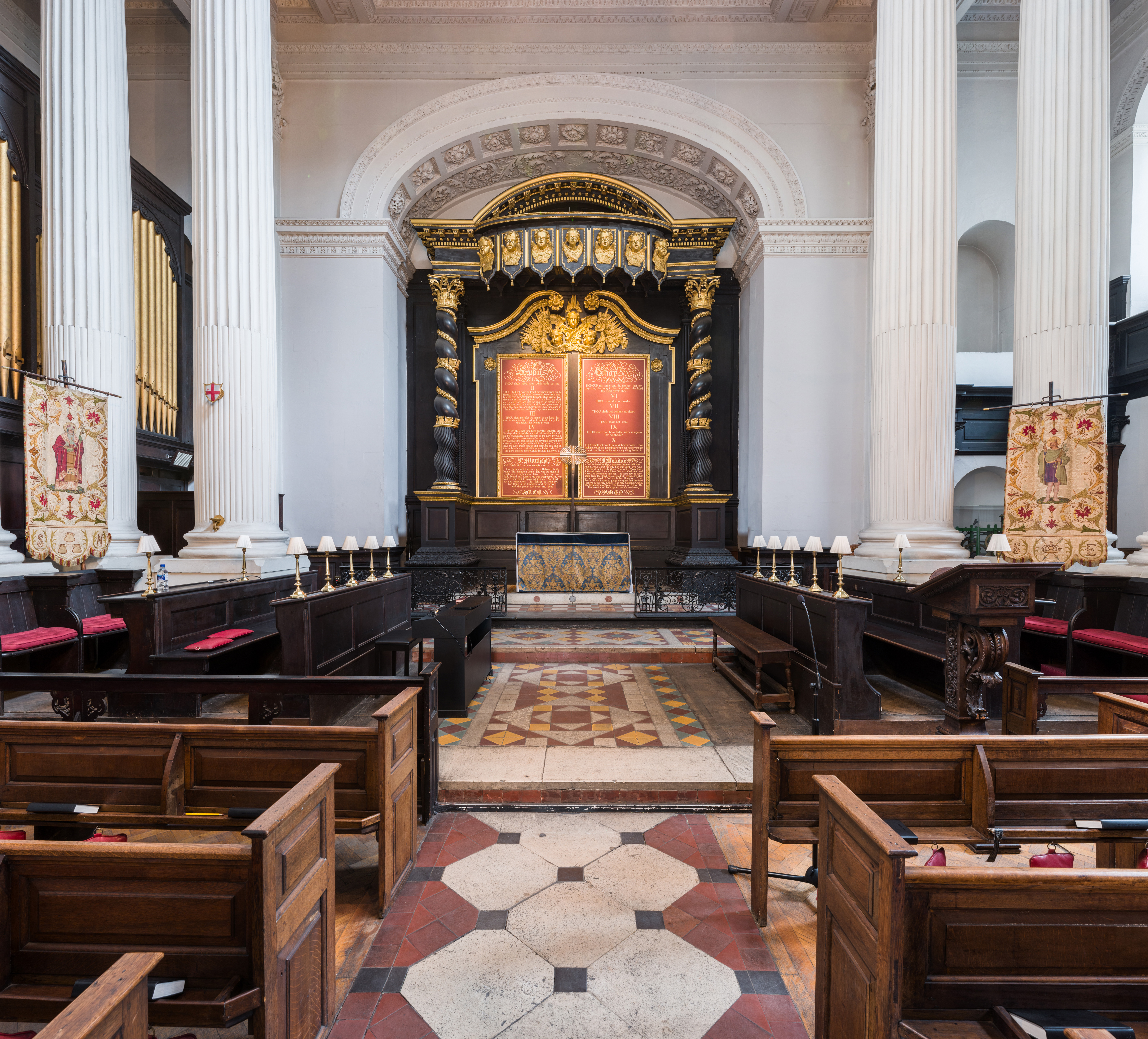
Интерьер храма (2014)

### Строительство метро
Между 1897 и 1900 годами лондонская железнодорожная компания «City and South London Railway» (C&SLR) построила под церковью станцию метро Бэнк и Моньюмент. В тот период компания получила разрешение на снос храма, но общественный резонанс заставил администрацию C&SLR пересмотреть свои планы: вместо сноса компания взяла на себя обязательство использовать только подземные части здания. Склеп был продан железной дороге, а останки людей захороненных в нём были вывезены для перезахоронения в пригороде Илфорд. Стены и внутренние колонны церкви поддерживались стальными балками пока шахты лифтов и лестницы для станции были построены непосредственно под полом здания. Несмотря на риски, в лепнине не образовались трещины и не произошло оседания всей конструкции.
Во время Второй мировой войны церковь пережила бомбардировки «Блица»: она практически не пострадала от бомб люфтваффе. После войны, 4 января 1950 года, церковное здание было внесено в список памятников архитектуры первой степени (Grade I). В 1952 году храм перестал быть приходским — он стал церковью лондонских гильдий. В XXI веке здание используется немецкоязычной швейцарской общиной Лондона, а также — является официальной резиденцией канадского правительства провинции Британской Колумбии в Лондоне. В 2013 году изменение границ городских кварталов не затронуло здание.